# Luftrausers
Luftrausers es un videojuego de disparos desarrollado por el estudio de desarrollo independiente con sede en los Países Bajos Vlambeer y publicado por Devolver Digital para Microsoft Windows, OS X, Linux, PlayStation 3 y PlayStation Vita. Fue lanzado al mercado del videojuego el 18 de marzo de 2014 y General Arcade lo portó a Android el 20 de diciembre de 2014. Una versión del juego, titulada LuftrauserZ, que fue desarrollada por Paul Koller para Commodore 64, Commodore 128 y Commodore 64 Games System, y lanzada por RGCD y Vlambeer el 8 de diciembre de 2017.

## Cómo se juega
Luftrausers es un Matamarcianos  basado en aviones. A diferencia de los matamarcianos tradicionales, en los que la dirección de la nave del jugador es fija, Luftrausers permite 360 grados de movimiento, más parecido a un tirador multidireccional. Sin embargo, el arma principal del jugador solo puede disparar desde el frente, lo que obliga al jugador a tener en cuenta la posición y el ángulo del avión. Los jugadores deben tener en cuenta el impulso de su avión mientras vuelan, utilizando la gravedad y la deriva para maniobrar tanto como la propulsión hacia adelante.
No existe la barra de salud convencional: la salud del jugador se indica mediante un círculo alrededor de la aeronave que se encoge a medida que aumenta el daño y se regenera automáticamente cuando no se ejecuta un ataque.
Los aviones se pueden personalizar con docenas de combinaciones de motores, armas y cascos  que afectan tanto a la banda sonora como a la jugabilidad. Cada parte del arma lleva consigo una serie de conjuntos de desafíos que ofrecen objetos por los que luchar, además de la naturaleza arcade del juego.

## Desarrollo

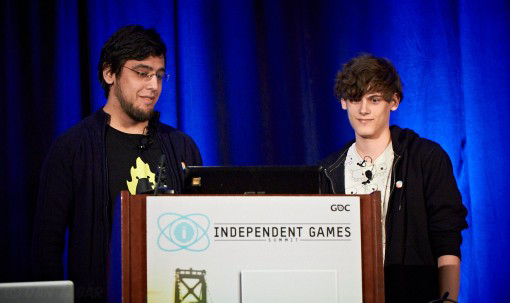
Ismail y Nijman de Vlambeer hablando en la Cumbre de Juegos Independientes de GDC 2013

Jan Willem Nijman de Vlambeer comenzó Luftrausers mientras estaba en el avión de regreso a casa desde la Conferencia de Desarrolladores de Juegos (GDC) de marzo de 2012 en San Francisco. Polygon informó que se inspiró en la "belleza de su vista" y que no tenía televisión en vuelo. En ese momento, Vlambeer estaba finalizando el periodo de desarrollo  de Ridiculous Fishing, un juego cuyo desarrollo estuvo marcado por una lucha de alto perfil con un juego posterior similar conocido como clon . 
Luftrausers es una actualización de Luftrauser, un juego Flash gratuito anterior creado por Rami Ismail de Vlambeer, el artista Paul Veer y el compositor Kozilek en el motor GameMaker: Studio y Michel Paulissen lo transfirió a C++ puro a través de su herramienta de conversión Dex. Vlambeer anunció originalmente el lanzamiento del juego en el segundo trimestre de 2013 en PlayStation 3 y PlayStation Vita, plataforma que decidieron elegir  debido a su positiva relación de trabajo con Sony. En las semanas previas al esperado lanzamiento, Rubiq Lab, con sede en Bangalore, lanzó un juego similar de peleas de aviones llamado SkyFar en abril de 2013 y Vlambeer se puso en contacto con Apple y Google para que intervinieran a fin de evitar "otra guerra de clones".  La mochila de Rami Ismail que contenía "todo Vlambeer", incluidos los dispositivos electrónicos y el código del juego, fue robada durante el E3 de 2013. Aunque su trabajo fue respaldado, Ismail describió el robo como "un gran dolor".
El juego se lanzó a la vez en Microsoft Windows, OS X, Linux, PlayStation 3 y PlayStation Vita (a través de Steam y Humble Store)  el 18 de marzo de 2014, y fue publicado por Devolver Digital. El ciclo de desarrollo previsto de dos años y medio del juego fue rentable a los tres días de su lanzamiento.  El 20 de diciembre de 2014, el juego fue portado a Amazon Fire TV por General Arcade. 

El juego recibió múltiples críticas "generalmente favorables aunque otras no tanto", según el agregador de puntajes de reseñas de videojuegos Metacritic. Giant Bomb premiado con el juego Mejor Música de 2014.  En los premios de la Academia Nacional de Revisores Comerciales de Videojuegos (NAVGTR) de 2014, el juego fue nominado para Control Precision.